# Bates College
Pour les articles homonymes, voir Bates.
Bates College est une université américaine d'arts libéraux à Lewiston dans le Maine. Il a été fondé par des hommes d'État abolitionnistes et établi avec des fonds du magnat industriel et du textile Benjamin Bates. Le collège est le collège mixte le plus ancien de Nouvelle-Angleterre, le troisième plus ancien du Maine et le premier à accorder un diplôme à une femme en Nouvelle-Angleterre.
L'université a été fondée en 1855 par Oren Burbank Cheney, dans la vallée d'Androscoggin, à environ 100 kilomètres au nord de Boston. L'université est souvent prisée pour la beauté de son campus, un espace de 30 hectares de terrain. 
La grande majorité des étudiants vivent sur le campus. L'établissement a cependant gardé son statut d'université privée prestigieuse, et sa réputation concernant l'ambiance qui y règne. La bibliothèque rénovée est exceptionnellement fournie et riche par rapport à la petite taille de l'université.
L'université est devenue beaucoup plus sélective cette dernière décennie sous l'action de son actuel directeur, Clayton Spencer.

## Historique
Après le mystérieux incendie du séminaire de Parsonsfield en 1853, Cheney voulait ouvrir un autre séminaire dans une partie plus centrale du Maine: Lewiston, à l'économie industrielle en plein essor. Il a rencontré des leaders religieux et politiques à Topsham, pour discuter de la formation d'une telle école, en recrutant une grande partie des premiers syndics du collège, notamment Ebenezer Knowlton. Après un discours bien accueilli par Cheney, le groupe a demandé avec succès à l'Assemblée législative de l'État du Maine d'établir le Séminaire d'État du Maine. À sa fondation, c'est la première université mixte (hommes-femmes) de Nouvelle-Angleterre. Peu de temps après sa fondation, des donateurs canadiens et américains se sont avancés pour financer le séminaire, développant l'école dans un quartier résidentiel à fort potentiel de Lewiston. L'université a lutté pour financer ses opérations après la crise financière de 1857, nécessitant un capital supplémentaire pour rester à flot. Les activités politiques de Cheney ont attiré Benjamin Bates qui avait lui-même intérêt à faire fructifier ses affaires dans le Maine.
 Bates a versé des versements de dizaines de milliers de dollars au collège pour le sortir de la crise.
L'école a été rebaptisée Bates College en son honneur en 1863 et affrétée l'année suivante. Bien que beaucoup de controverses aient été trouvées dans la source de la dotation du collège (Benjamin Bates avait fait une étrange plus-value grâce à des plantations employant des esclaves noirs en Alabama et au Mississippi), le collège a abrité illégalement les esclaves noirs et a reçu son premier Afro-américain, Henry Wilkins Chandler, en 1874. L'École de la Divinité Cobb et l'École latine Nichols sont devenues affiliées au collège en 1866. Bien que très peu de femmes s'étaient inscrites au collège à ses débuts, la première femme à s'inscrire dans un collège de la Nouvelle-Angleterre fut Mary Mitchel. Au début des années 1870, Bates a commencé sa rivalité avec Bowdoin College, mais ce fut principalement basé sur les étudiants, car de nombreuses facultés commençaient entre les écoles et les administrateurs partagés à l'occasion, comme Alonzo Garcelon et William Frye. Gridley J.F. Bryant a inauguré la connexion architecturale du collège au collège Dartmouth et a construit le premier bâtiment du collège, Hathorn Hall. 

## Campus

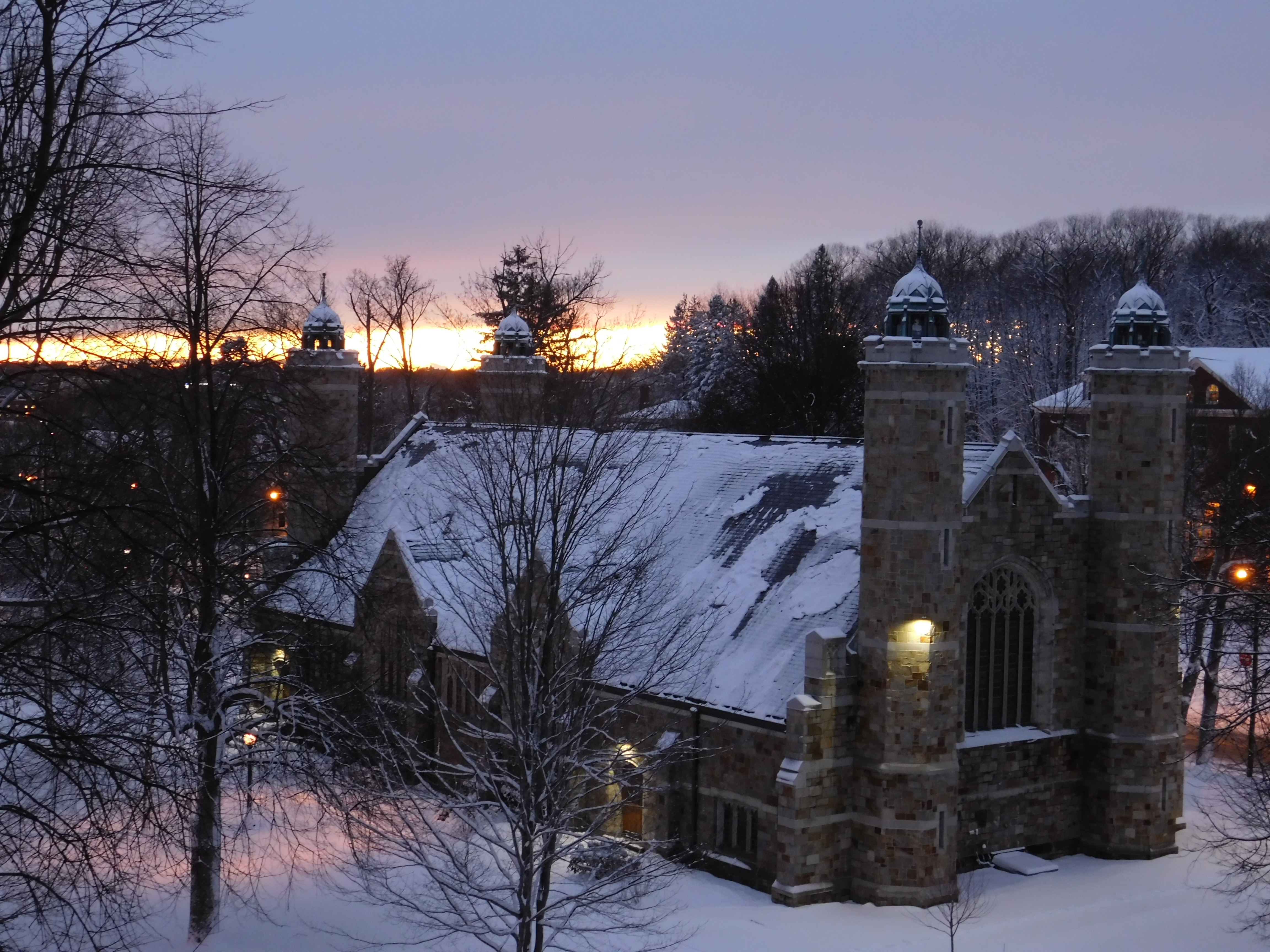
Chapelle universitaire
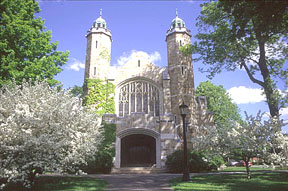
Chapelle universitaire
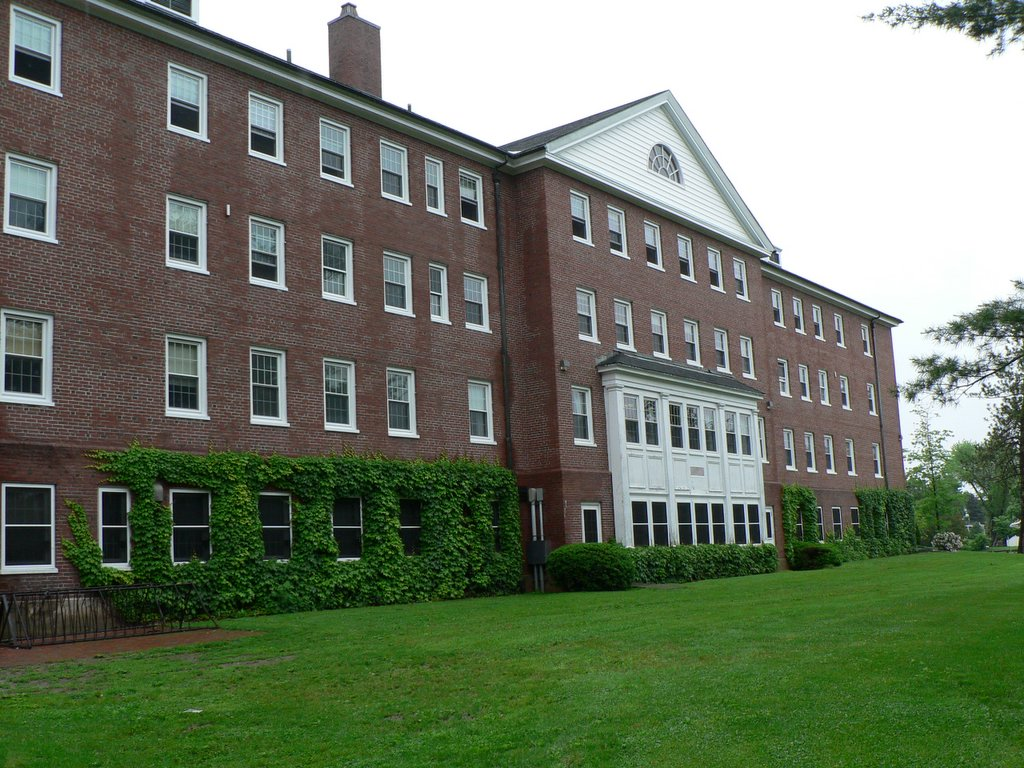
Bâtiment collégial
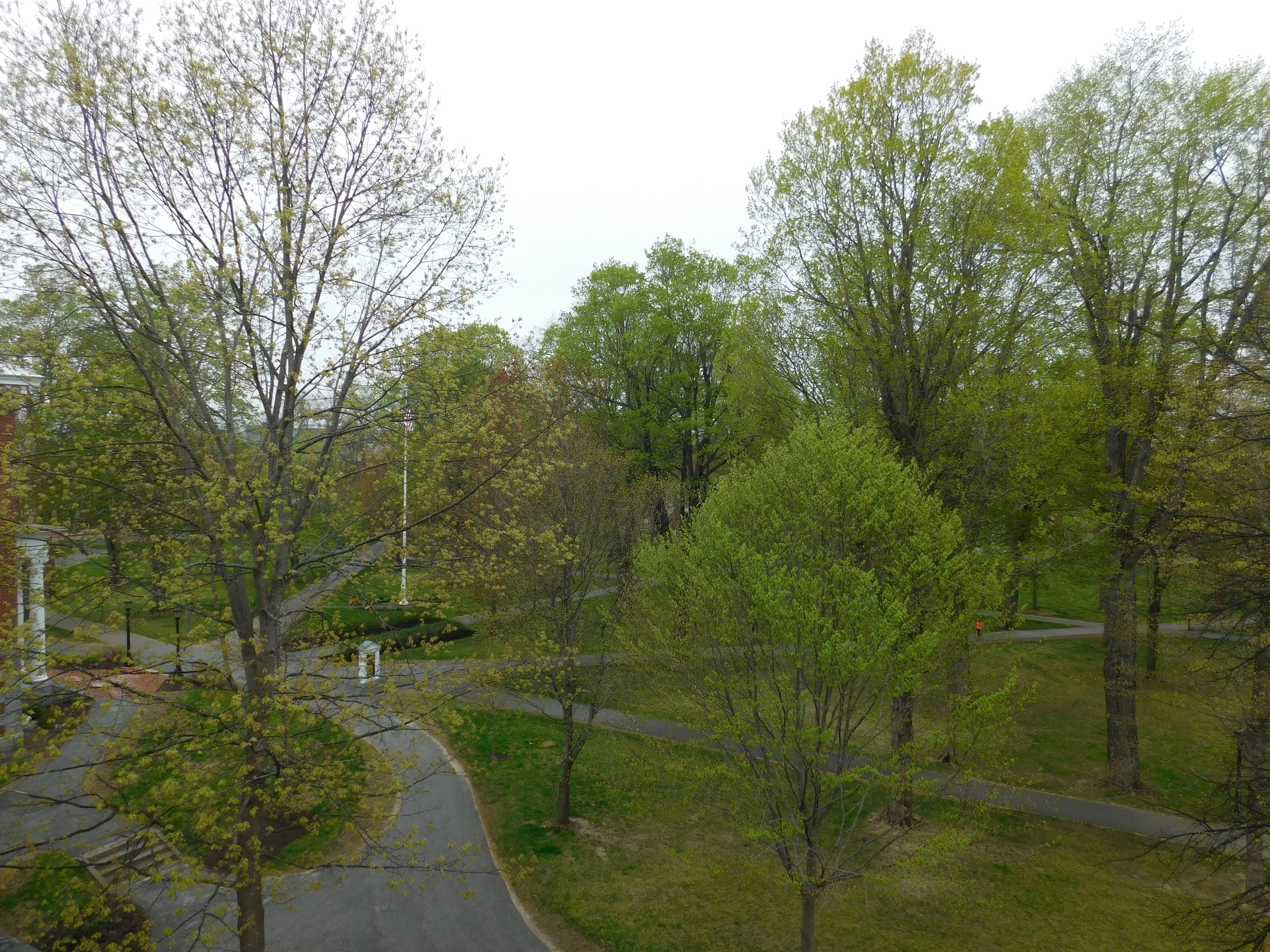
Campus
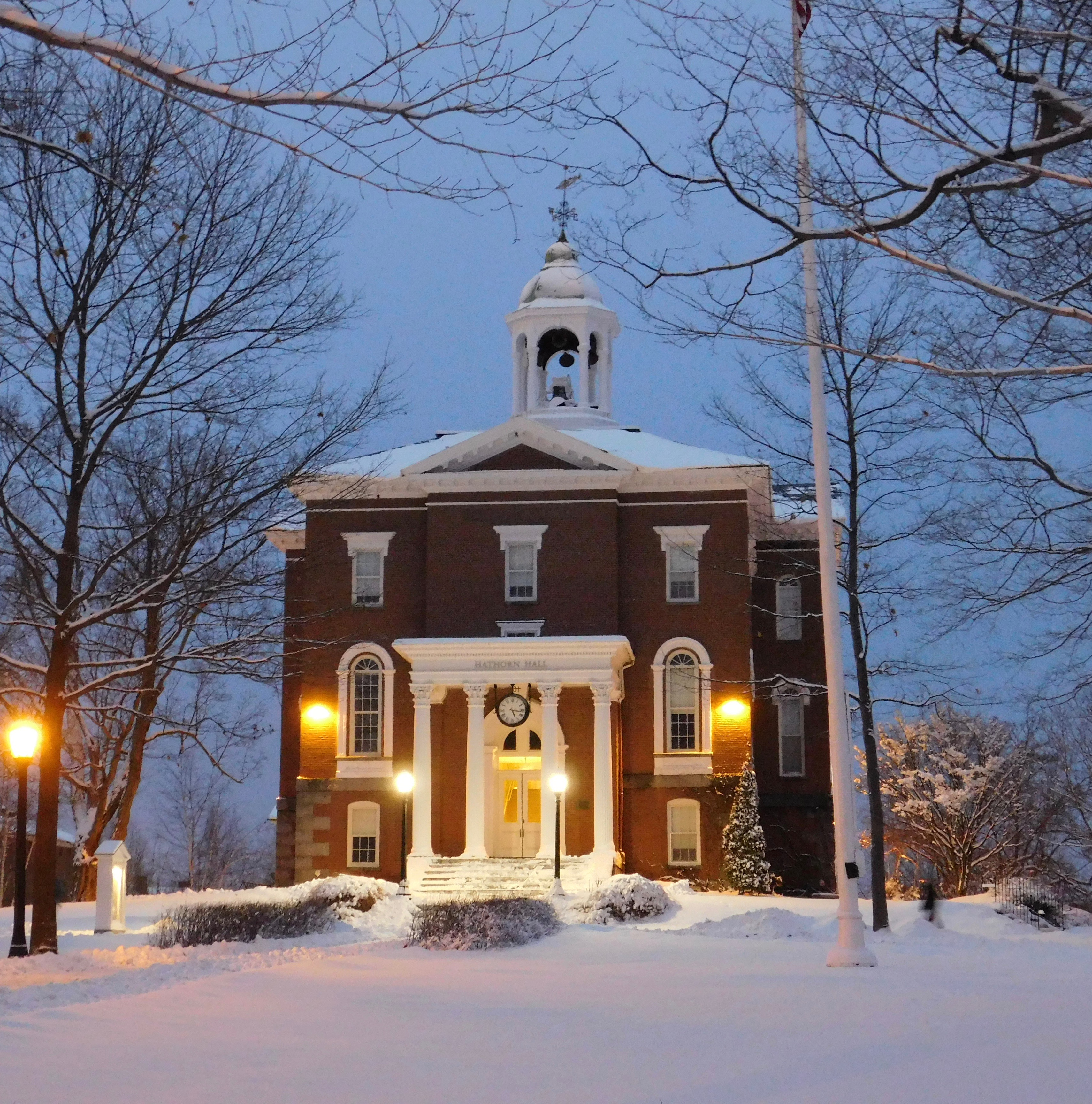
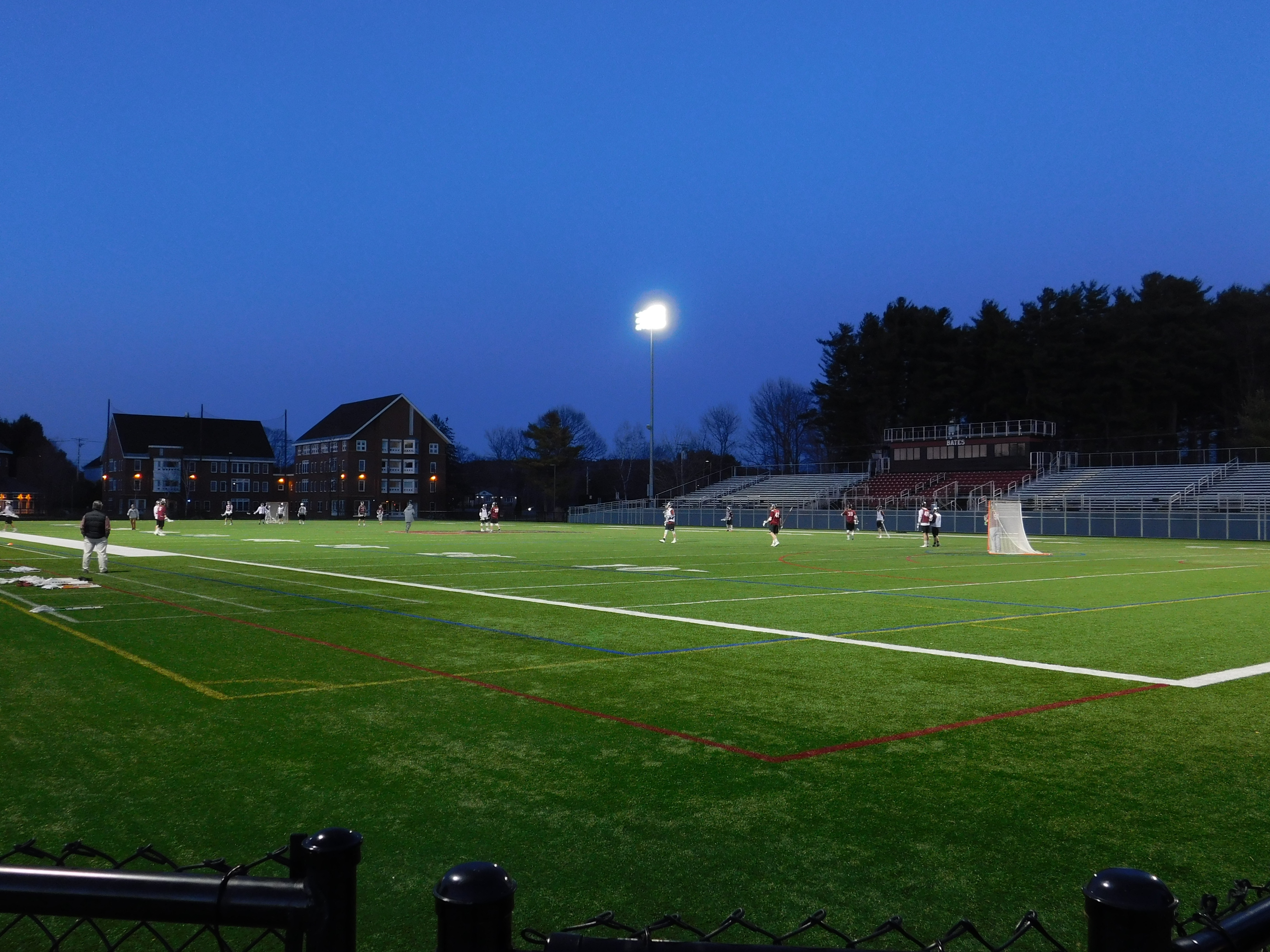

## Anciens élèves célèbres
- Nelson Dingley Jr., gouverneur du Maine 1874-1876
- Edmund Muskie, 1936, Gouverneur du Maine (1955-1959), Sénateur du Maine (1959-1980)  Secrétaire d'État (1980-1981), candidat démocrate à la présidence
- Robert Kennedy, 1944-1945, Attorney General (1961-1964), Sénateur de New York (1965-1968)
- Bryant Gumbel, 1970, journaliste de télévision
- John Shea, 1970, acteur New York, police judiciaire (Law and Order), Barnaby Jones
- George J. Mitchell, 1933, envoyé spécial des États-Unis au Moyen-Orient sous l'administration Obama. Récipiendaire d'un doctorat honoris causa en droit.
- Corey Harris, musicien de Blues et de Reggae américain. Récipiendaire d'un doctorat honoris causa en en anthropologie.